# Бобровник, Пётр Николаевич
Пётр Николаевич Бобровник (1864 — ?) — крестьянин, член Государственной думы Российской империи I созыва от Волынской губернии.

## Биография
По национальности «малоросс», то есть украинец. Родился в крестьянской семье среднего достатка. Крестьянин Новоград-Волынского уезда Волынской губернии. Окончил двухклассное училище. Служил волостным судьей.
15 апреля 1906 года избран в Государственную думу Российской империи I созыва от общего состава выборщиков Волынского губернского избирательного собрания. Беспартийный, по политическим взглядам  левее конституционных демократов, но в Трудовую группу не вступил. Состоял в Аграрной комиссии.
Дальнейшая судьба и дата смерти неизвестны.